# Њу Бернсајд (Илиноис)
Њу Бернсајд (енгл. New Burnside) град је у америчкој савезној држави Илиноис.

## Демографија
По попису из 2010. године број становника је 211, што је 31 (-12,8%) становника мање него 2000. године.
| Група             | 2000.       | 2010.       |
| Белци             | 239 (98,8%) | 199 (94,3%) |
| Афроамериканци    | 0 (0,0%)    | 0 (0,0%)    |
| Азијати           | 0 (0,0%)    | 1 (0,5%)    |
| Хиспаноамериканци | 2 (0,8%)    | 3 (1,4%)    |
| Укупно            | 242         | 211         |